# Hipsicratea
Hipsicratea (en grec antic Ὑψικράτεια) va ser una de les concubines i posteriorment esposa de Mitridates VI Eupator, amb qui va governar el Regne del Pont i a qui acompanyà a l'exili.
La mencionen diversos autors antics, que destaquen el seu coratge, la seva lleialtat a Mitridates i el seu valor a la batalla. Va recolzar al seu marit sobretot durant la tercera Guerra Mitridàtica. Segons diu Valeri Màxim, estimava molt el rei i el volia protegir tant com pogués, i es va disfressar d'home, va aprendre a combatre i el va seguir en el seu exili, ajudant-lo en les batalles que lliurava per fer front a les rebel·lions i lluitar contra la república romana. Diu també que se sap que lluitava amb destral, llança, espasa i arc i fletxes.
Plutarc diu que durant els enfrontaments de Mitridates amb Pompeu, Hipsicratea es va mostrar extraordinàriament audaç a la batalla, fins al punt que el rei l'anomenava Hipsícrates. Va apoderar-se del mantell i del cavall d'un persa i va lluitar contra l'enemic, procurant en tot moment defensar el rei i el seu cavall, fins que van arribar a un lloc anomenat Sinor, on Mitridates guardava els seus tresors.